# EyeEm
EyeEm ist ein kostenloser Online-Dienst zum Teilen von Fotos. Der Dienst ist als App für iOS- und Android-Geräte und als Website verfügbar. EyeEm bietet Nutzern die Möglichkeit, Fotos zu bearbeiten und diese mit der Fotocommunity und zusätzlich auf anderen sozialen Netzwerken zu teilen. Mitte 2015 kam auch eine „Verkaufen“ Funktion hinzu, wobei EyeEm die Nutzer des Dienstes mit 50 % an den Einnahmen beteiligt.
Der Dienst wird von der EyeEm Mobile GmbH mit Sitz in Berlin betrieben.
Im April 2023 meldete das Unternehmen Insolvenz an.

## Funktionen
Die Benutzer können Fotos machen und diese mithilfe von 24 Filtern und zwölf Rahmen bearbeiten und beschneiden. Dem Foto kann eine Überschrift gegeben und zu mehreren Alben hinzugefügt werden. Zusätzlich lässt sich das Bild mit dem aktuellen Standort versehen und es können Freunde und Personen markiert werden. Ende 2014 erschien eine Aktualisierung für die App. Diese ermöglicht nun die Auswahl von Filtern mit einstellbarer Intensität, Werkzeuge zur Feinabstimmung wie zum Beispiel die Einstellung von Kontrast, Belichtung und Schärfe und es gibt die volle Kontrolle über die Größe der Fotos. Das heißt, dass Fotos zugeschnitten, gedreht, begradigt und die Perspektive geändert werden kann. Eine weitere Funktion ist Open Edit womit Benutzer zeigen können, wie sie ihre Fotos mit EyeEm bearbeitet haben. Das fertige Foto kann mit der EyeEm-Community oder nachträglich auf anderen sozialen Netzwerken wie Facebook, Twitter oder Tumblr geteilt werden. Das Foto kann später von anderen Nutzern geliket und kommentiert werden. Bilder, die man selbst hochgeladen hat, werden auf dem eigenen Profil angezeigt.
Hier kann der Nutzer ein Profil-Foto und Cover-Foto von sich hinzufügen und eine zusätzliche Beschreibung über sich abgeben. Nutzer des Dienstes können zudem Alben verfolgen und an Missionen teilnehmen. Bei diesen Missionen soll der Teilnehmer ein Foto nach Vorgaben mit dem EyeEm-Partner in der Community teilen. Die Gewinner dieser Challenges können dabei Preise gewinnen. Bei der Funktion „Entdecken“ werden Bilder von eigenen vorher festgelegten Vorlieben, von Freunden und aus der unmittelbaren Nähe angezeigt.
Mit einer weiteren App, The Roll, können EyeEm Nutzer ihre Bilddatenbank auf dem Mobiltelefon verwalten. Die Bilder werden von einem intelligenten Algorithmus nach Qualitätskriterien gescannt, die Bilder, die am besten abschneiden, werden an erster Stelle angezeigt.

## Geschichte
Anfang 2010 beschlossen die Fotografen Florian Meissner, Ramzi Rizk, Gen Sadakane und Lorenz Aschoff, einen Handy-Fotowettbewerb auszurichten. Die Gewinner und Zweitplatzierten waren Teil einer Ausstellung, die am 22. Juni desselben Jahres in Berlin stattfand.
Anfangs konnte die App auch auf Windows Phone genutzt werden. Im Sommer 2013 erklärte EyeEm, dass die Windows-Phone-App aufgrund geringer Nutzerzahlen eingestellt wurde.
Im März 2014 gab EyeEm eine Kooperation mit Getty Images bekannt und veröffentlichte den EyeEm Market, in dem jedermann Lizenzen von ausgewählten Bildern von EyeEm-Usern erwerben kann, sofern diese im Vorfeld zugestimmt haben. Fotografen erhalten die Hälfte der Einnahmen, die andere Hälfte geht an das Unternehmen.
Im April 2015 hatte EyeEm 13 Millionen Nutzer weltweit, vor allem in den USA, Deutschland, Mexiko, Brasilien und Japan. Der Dienst hat Benutzer in über 130 Ländern und ist in mehr als 20 Sprachen verfügbar. Im Frühjahr 2016 hatte der Fotodienst 17 Millionen Nutzer weltweit. 22 Millionen sind es mittlerweile seit April 2017.
Im Februar 2019 wurde bekannt, dass es bei EyeEm im Februar 2018 zu einem Daten-Hack gekommen war. Dabei wurden über 22 Millionen Datensätze gestohlen und später im Darknet verkauft. Diese enthielten E-Mail-Adressen und Passwörter. Die Passwörter waren mit dem seit Jahren als unsicher geltenden SHA-1-Verfahren gehasht worden.
Im Juni 2021 wurde bekannt, dass die Stockfoto-Agentur EyeEm an die Investmentgesellschaft New Value AG (heute: Talenthouse AG) verkauft wurde. Der Kaufpreis beläuft sich nach TechCrunch auf ungefähr 40 Millionen USD.

### Unternehmen
Der Betreiber des Dienstes ist die EyeEm Mobile GmbH mit Sitz in Berlin. Das Start-up-Unternehmen, gegründet von Florian Meissner, Lorenz Aschoff, Gen Sadakane und Ramzi Rizkm, hat in 2011 erste Finanzierung von Angel-Investoren erhalten.  Im Juli 2013 folgte eine Investitionsrunde über 6 Millionen US-Dollar, die von Earlybird Venture Capital angeführt wurde. Im April 2015 investierte unter anderem der Investmentfonds des Paypal-Gründers Peter Thiel, Valar Ventures, in einer weiteren Finanzierungsrunde über 18 Millionen US-Dollar in das Unternehmen.
Im April 2023 meldete das Unternehmen Insolvenz an.